# NGC 7353
NGC 7353 is een spiraalvormig sterrenstelsel in het sterrenbeeld Pegasus. Het hemelobject werd op 7 augustus 1864 ontdekt door de Duitse astronoom Albert Marth.

## Synoniemen
- KUG 2239+116
- NPM1G +11.0547
- PGC 85285